# Proteopharmacis clara
Proteopharmacis clara är en fjärilsart som beskrevs av Butler 1882. Proteopharmacis clara ingår i släktet Proteopharmacis och familjen mätare. Inga underarter finns listade i Catalogue of Life.